# Toshiya Tanaka (fodboldspiller, født 1997)
 For alternative betydninger, se Toshiya Tanaka. (Se også artikler, som begynder med Toshiya Tanaka)
Toshiya Tanaka (født 2. december 1997) er en japansk fodboldspiller.
Han har spillet for flere forskellige klubber i sin karriere, herunder Kashima Antlers.